# آن جي. أوسبورن
آن جي. أوسبورن (بالإنجليزية: Anne G. Osborn)‏ هي طبيبة أمريكية، ولدت في 1943.